# Zardab

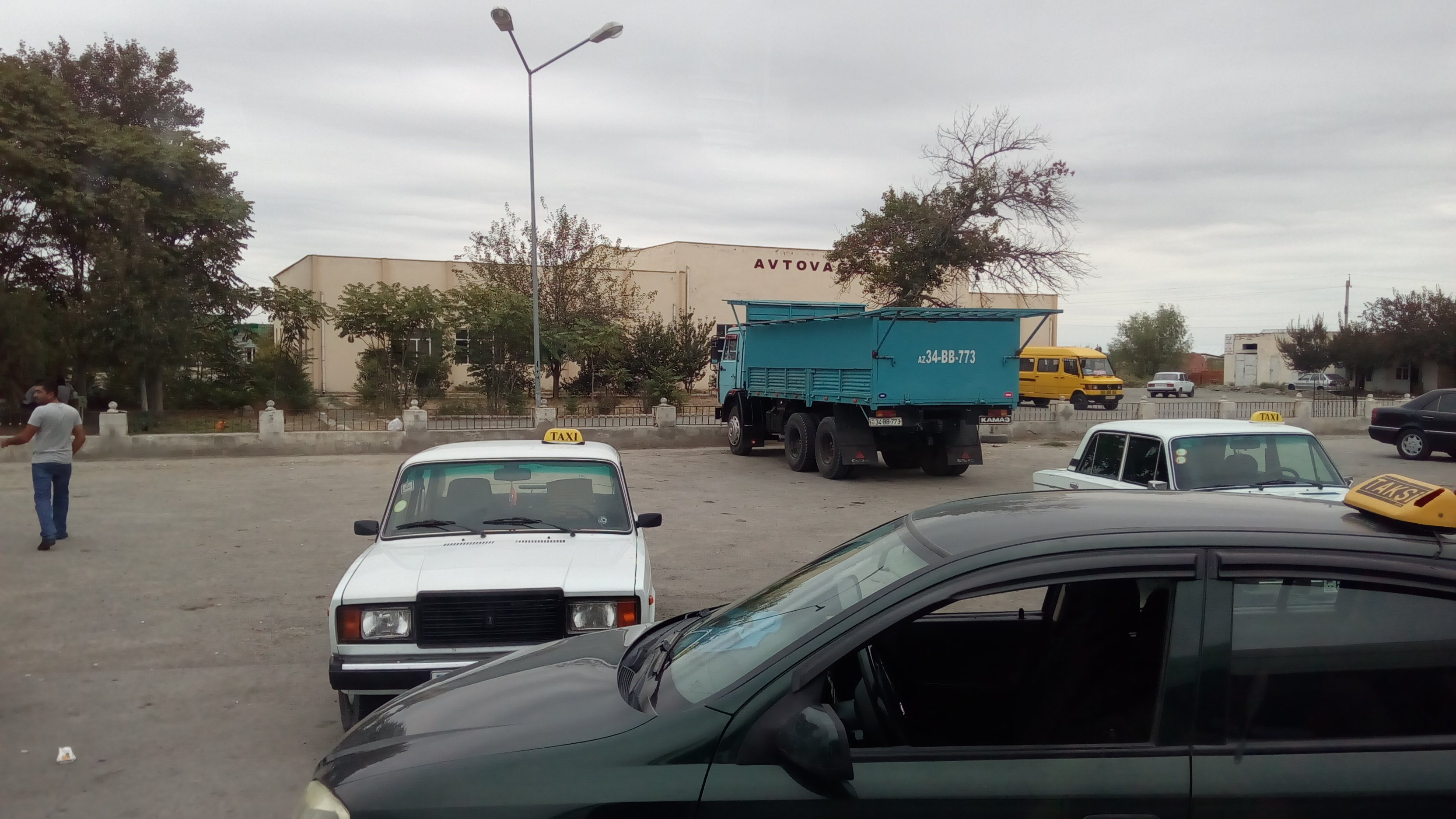
Stația de autobuz Zardab

Zardab  este un oraș  în  partea centrală a Azerbaidjanului. Este reședinta raionului Zardab. La recensământul sovietic din 1989 avea o populație de 8.500 locuitori.